# Municipio de San Francisco Logueche
El municipio de San Francisco Logueche (del zapoteco: loho, gueche ‘lugar, pueblo’‘Asiento del pueblo’) es uno de los 570 municipios que conforman al estado mexicano de Oaxaca. Pertenece al distrito de Miahuatlán, dentro de la región sierra sur. Su cabecera es la localidad homónima.

## Geografía
El municipio abarca 40.33 km² y se encuentra a una altitud promedio de 1880 m s. n. m., oscilando entre 2600 y 1400 m s. n. m.

## Demografía
De acuerdo al último censo, realizado por el INEGI en 2020, en el municipio habitan 2,803 personas, repartidas entre 5 localidades.